# Коридзе, Сергей Гивиевич
Сергей Гивиевич Коридзе (укр. Сергій Гівівич Корідзе; (род. 6 декабря 1975, Одесса) — российский и украинский футболист, игрок в мини-футбол; тренер. Заслуженный мастер спорта Украины. Один из лучших бомбардиров в истории украинского мини-футбола. Лучший бомбардир чемпионата Европы по мини-футболу 2001, 2003.

## Биография
Сергей Коридзе родился 6 декабря 1975 года в городе Одессе Одесской области Украинской ССР.
Воспитанник одесской СДЮШОР «Черноморец». В большом футболе играл на позиции защитника за «Черноморец-2», один сезон провёл в махачкалинском «Анжи». В 1995 году Коридзе перешёл в мини-футбол, приняв предложение одесского «Локомотива». В составе железнодорожников он стал трёхкратным чемпионом Украины по мини-футболу и дважды выигрывал Кубок Украины по мини-футболу. Перейдя в киевский «Интеркас», он ещё дважды выиграл национальное первенство и один раз — кубок. Трижды Сергей становился лучшим бомбардиром украинского чемпионата.
Перейдя в московскую «Дину», Коридзе вскоре стал лидером команды. В сезоне 2003—2004 украинец стал лучшим бомбардиром всего первенства, а «Дина» впервые после потери лидирующих позиций 90-х годов до последнего тура боролась за чемпионство, в итоге выиграв серебро. В 2004 году Сергей перешёл в щёлковский «Спартак-Щёлково», а год спустя выиграл в его составе Кубок России по мини-футболу. Через три с половиной сезона Коридзе покинул щёлковцев и стал игроком югорского клуба «ТТГ-Югра». После трёх сезонов в его составе Сергей перешёл в московский клуб КПРФ.
Последним матчем в профессиональном мини-футболе стал для Коридзе матч чемпионата России с московским «Динамо» 7 января 2012 года. Об уходе игрока из команды на послематчевой пресс-конференции объявил главный тренер КПРФ Михаил Маркин.
В составе сборной Украины по мини-футболу Сергей Коридзе дважды становился серебряным призёром чемпионата Европы по мини-футболу — в 2001 и 2003 году. Оба этих турнира он покинул в звании лучшего бомбардира.
Лучший бомбардир сборной Украины по мини-футболу за историю.
Член «Клуба бомбардиров 250 Константина Еременко», а также «Клуба бомбардиров украинского футзала имени Александра Яценко».
В чемпионатах России забил 275 мячей (7-е место за всю историю).
В сезоне-2014/15 работал тренером юношеской команды 1999—2000 г.р. в системе московского МФК «Динамо» — 4-е место в чемпионате России, а его сын Герман выступал за дубль МФК «Дина» и юношескую команду Академии МФК «Дина». В сезоне 2014-15 Герман Коридзе в качестве капитана команды стал чемпионом России среди юношей 1997-98 г.р.
В сезоне-2015/16 Сергей Коридзе в тренерском штабе чемпиона России 2015 года МФК «Газпром-Югра».
С 2018 года ассистент главного тренера алматинского футзального клуба «Кайрат», г. Алматы, Казахстан. В июле 2023 года назначен спортивным директором АФК «Кайрат».

## Достижения
- Заслуженный мастер спорта Украины
- Чемпион Украины по мини-футболу (5): 1995/96, 1996/97, 1997/98, 1998/99, 1999/00
- Обладатель Кубка Украины по мини-футболу (3): 1997, 1998, 2001
- Обладатель Кубка России по мини-футболу: 2005
- Серебряный призёр чемпионата Европы по мини-футболу (2): 2001, 2003
- Обладатель малых бронзовых медалей Турнира Европейских Чемпионов: 1997

Личные:
- Лучший бомбардир Чемпионата Европы по мини-футболу (2): 2001, 2003
- Лучший бомбардир чемпионата России по мини-футболу 2003/04
- Лучший нападающий чемпионата России (2): 2001/02, 2002/03
- Почетный Знак АМФОО

## Семья
Сын Герман (род. 15 апреля 1997), футболист.